# Oshkosh Truck Corporation

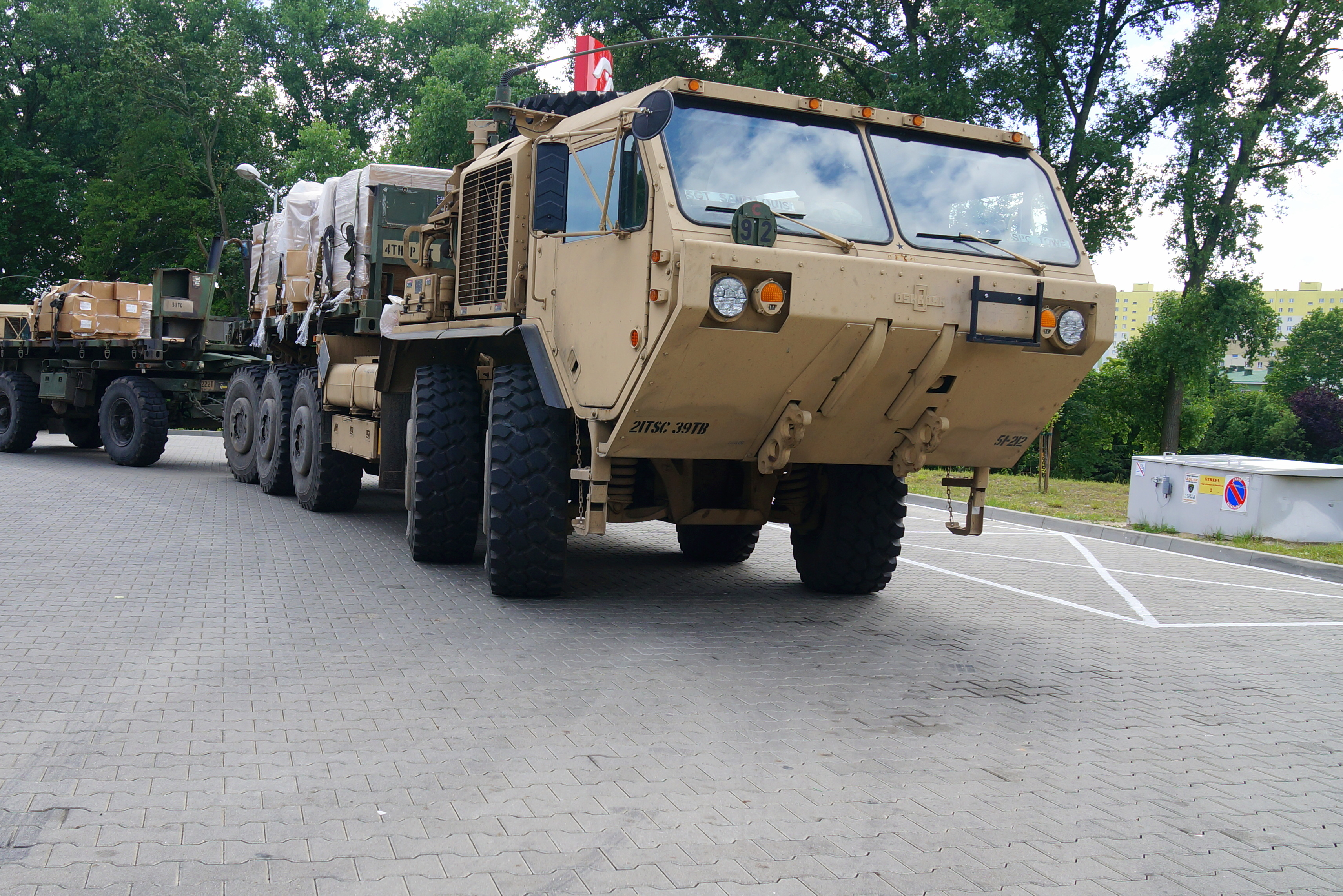
Oshkosh PLS

Oshkosh Corporation (tidigare Oshkosh Truck Corporation) är en amerikansk tillverkare av tunga markfordon, företaget grundades år 1917 och levererar bland annat ett flertal anpassade fordon till den amerikanska militären.